# Bockesmühl
Bockesmühl ist ein Ortsteil der Gemeinde Schönthal im Landkreis Cham des Regierungsbezirks Oberpfalz im Freistaat Bayern.

## Geografie
Bockesmühl liegt am Mühlbach an der Staatsstraße 2150, 3,5 Kilometer nordwestlich von Schönthal.

## Geschichte
Der Name Bockesmühl (auch: Pokozzingen, Pokkesping, Pokaizzing, Pokassing, Pockhsmühl, Pölchesmühl, Pokusmühl, Bockesmühle) stammt von dem slawischen Wort pokoc für mähen, Heumahd (russisch: покос). Zusammen mit dem ebenfalls slawischen Premeischl deutet er auf die frühe slawische Besiedlung der Region hin.
Bockesmühl wurde bereits in den Jahren 1255, 1315, 1335 schriftlich bezeugt. Im 14. Jahrhundert besaßen die Warberger Zehentrechte in Bockesmühl. Es wurde 1429 im Verzeichnis der Erträge des Klosters Schönthal aufgeführt. 1522 erschien es als Mühle zu Premeischl. 1630 wurde es zu Premeischl als baufällige Mühle mit Gut genannt.
1820 wurden im Landgericht Waldmünchen Ruralgemeinden gebildet. Dabei kam Bockesmühl zur Ruralgemeinde Premeischl. Zur Ruralgemeinde Premeischl gehörte neben Premeischl mit 33 Familien das Dorf Arnstein mit 22 Familien und die Einöde Bockesmühl mit 2 Familien.
1978 wurde die Gemeinde Premeischl in die Gemeinde Schönthal eingegliedert.
Bockesmühl gehört zur Pfarrei Hiltersried. 1997 wohnten 10 Katholiken in Bockesmühl.

## Einwohnerentwicklung ab 1820
| Jahr | Einwohner  | Gebäude       |
| ---- | ---------- | ------------- |
| 1820 | 2 Familien | k. A.         |
| 1838 | 9          | 1             |
| 1861 | 9          | zu Premeischl |
| 1871 | 8          | 5             |
| 1885 | 10         | 1             |
| 1900 | 8          | 2             |

| Jahr | Einwohner | Gebäude |
| ---- | --------- | ------- |
| 1925 | 9         | 1       |
| 1950 | 7         | 1       |
| 1961 | 6         | 1       |
| 1970 | 6         | k. A.   |
| 1987 | 4         | 1       |
| 2011 | 34        | k. A.   |